# Hessen (Familienname)
Hessen ist ein deutscher Familienname.

## Namensträger
- Adelheid von Hessen (polnisch Adelajda Heska; 1324–1371), durch Heirat mit Kasimir dem Großen Königin von Polen
- Agnes von Hessen (1527–1555), Kurfürstin von Sachsen
- Alexander Friedrich von Hessen (1863–1945), Komponist
- Alix von Hessen-Darmstadt (1872–1918), großherzogliche Prinzessin von Hessen-Darmstadt und letzte Kaiserin von Russland
- Anna von Hessen (1485–1525), Landgräfin, Mutter Philipps des Großmütigen, siehe Anna von Mecklenburg
- Anna von Hessen (1529–1591), Prinzessin von Hessen und Pfalzgräfin von Zweibrücken
- Anna Eleonore von Hessen-Darmstadt (1601–1659), Herzogin und Regentin von Braunschweig-Lüneburg
- Anna Sophia von Hessen-Darmstadt (1638–1683), Kirchenlieddichterin und Äbtissin des Stifts Quedlinburg
- Anna von Hessen-Darmstadt (1843–1865), Prinzessin von Hessen und bei Rhein und Großherzogin von Mecklenburg-Schwerin
- Anna Margarete von Hessen-Homburg (1629–1686), Prinzessin von Hessen-Homburg und Herzogin von Schleswig-Holstein-Sonderburg-Wiesenburg
- Anna Maria von Hessen-Kassel (1567–1626), Prinzessin von Hessen-Kassel und Gräfin von Nassau-Saarbrücken
- Barbara von Hessen (1536–1597), durch Heirat nacheinander Gräfin von Württemberg-Mömpelgard und Gräfin von Waldeck
- Christine von Hessen (1543–1604), Prinzessin von Hessen
- Christine von Hessen-Eschwege (1648–1702), Adlige aus dem Zweig Hessen-Eschwege, durch Heirat Herzogin von Braunschweig-Wolfenbüttel-Bevern
- Christine von Hessen-Kassel (1578–1658), Prinzessin von Hessen-Kassel
- Christine Charlotte von Hessen-Kassel (1725–1782), Prinzessin von Hessen-Kassel und Koadjutorin im Damenstift Herford
- Boris Michailowitsch Hessen (auch Gessen; 1893–1936), russischer Physiker, Philosoph und Wissenschaftshistoriker
- Dag Olav Hessen (* 1956), norwegischer Biologe und Hochschullehrer
- Eleonora Philippina von Hessen-Rotenburg (1712–1759), Prinzessin und Pfalzgräfin von Pfalz-Sulzbach
- Elisabeth von Hessen († 1293), Prinzessin und Gräfin von Sayn
- Elisabeth von Hessen († 1354), Herzogin von Sachsen-Wittenberg
- Elisabeth von Hessen (1454–1489), durch Heirat Gräfin von Nassau-Weilburg
- Elisabeth von Hessen (1466–1523), durch Heirat Gräfin von Nassau-Dillenburg
- Elisabeth von Hessen (1502–1557), durch Heirat Erbprinzessin von Sachsen
- Elisabeth von Hessen (1503–1563), durch Heirat Herzogin von Zweibrücken und Pfalzgräfin von Simmern
- Elisabeth von Hessen (1539–1582), durch Heirat Kurfürstin von der Pfalz
- Elisabeth von Hessen-Darmstadt (1579–1655), durch Heirat Gräfin von Nassau-Weilburg-Gleiberg
- Elisabeth von Hessen-Darmstadt (1864–1918), als Jelisawjeta Fjodorowna Romanowna Großfürstin von Russland
- Elisabeth Amalie von Hessen-Darmstadt (1635–1709), durch Heirat Herzogin von Neuburg und Jülich-Berg sowie Kurfürstin von der Pfalz
- Elisabeth Dorothea von Hessen-Darmstadt (1676–1721), durch Heirat Landgräfin von Hessen-Homburg
- Elisabeth Magdalena von Hessen-Darmstadt (1600–1624), landgräfliche Prinzessin, durch Heirat Herzogin von Württemberg
- Elisabeth von Hessen-Kassel (1596–1625), durch Heirat Herzogin von Mecklenburg-Güstrow
- Elisabeth von Hessen-Kassel (1861–1955), durch Heirat Erbprinzessin von Anhalt
- Elisabeth von Hessen-Kassel (1634–1688), Äbtissin des Stifts Herford
- Elisabeth Amalia von Hessen-Darmstadt (1635–1709), durch Heirat Herzogin von Neuburg und Jülich-Berg sowie Kurfürstin von der Pfalz
- Elisabeth Dorothea von Hessen-Darmstadt (1676–1721), durch Heirat Landgräfin von Hessen-Homburg
- Elisabeth Dorothea von Sachsen-Gotha-Altenburg (1640–1709), durch Heirat Landgräfin von Hessen-Darmstadt
- Elisabeth Magdalena von Hessen-Darmstadt (1600–1624), durch Heirat Herzogin von Württemberg-Mömpelgard
- Elisabeth von Preußen (1815–1885), durch Heirat Prinzessin von Hessen-Darmstadt

- Friedrich von Hessen-Darmstadt (1616–1682), Kardinal der römisch-katholischen Kirche und Fürstbischof von Breslau
- Friedrich von Hessen-Darmstadt (1677–1708), russischer General
- Friedrich von Hessen-Darmstadt (1759–1802) (1759–1802), Landgraf von Hessen-Darmstadt
- Friedrich von Hessen-Darmstadt (1788–1867) (1788–1867), kaiserlich russischer Generalmajor und Großherzoglich Hessischer General der Infanterie
- Friedrich Georg August von Hessen-Darmstadt (1759–1808), Prinz von Hessen-Darmstadt, Oberst und Schriftsteller, russischer Offizier aus dem Hause Hessen-Darmstadt
- Friedrich (Hessen-Eschwege) (1617–1655), Landgraf von Hessen-Eschwege
- Friedrich I. (Hessen-Homburg) (1585–1638), Landgraf von Hessen-Homburg
- Friedrich II. (Hessen-Homburg) (genannt der Prinz von Homburg; 1633–1708), Landgraf von Hessen-Homburg
- Friedrich III. (Hessen-Homburg) (1673–1746), Landgraf von Hessen-Homburg
- Friedrich IV. (Hessen-Homburg) (1724–1751), Landgraf von Hessen-Homburg
- Friedrich V. (Hessen-Homburg) (1748–1820), Landgraf von Hessen-Homburg
- Friedrich VI. (Hessen-Homburg) (1769–1829), Landgraf von Hessen-Homburg
- Friedrich (Schweden) (1676–1751), Landgraf von Hessen-Kassel, König von Schweden
- Friedrich II. (Hessen-Kassel) (1720–1785), Landgraf von Hessen-Kassel
- Friedrich von Hessen-Kassel (1771–1845), dänischer General, Statthalter von Norwegen und Statthalter in Schleswig-Holstein
- Friedrich von Hessen-Kassel (1747–1837), Landgraf von Hessen-Kassel zu Rumpenheim
- Friedrich Karl von Hessen (1868–1940), 1918 nomineller König von Finnland
- Friedrich Wilhelm von Hessen (1790–1876), niederländisch-preußisch-hessen-kasselscher General
- Friedrich Wilhelm I. (Hessen-Kassel) (1802–1875), Kurfürst von Hessen-Kassel
- Friedrich Wilhelm von Hessen (1820–1884), (Titular-)Landgraf von Hessen-Kassel
- Georg I. (Hessen-Darmstadt) (1547–1596), Landgraf von Hessen-Darmstadt
- Georg II. (Hessen-Darmstadt) (1605–1661), Landgraf von Hessen-Darmstadt
- Georg III. (Hessen-Darmstadt) (1632–1676), paragrierter Landgraf von Hessen-Darmstadt zu Itter
- Georg von Hessen-Darmstadt (1669–1705), kaiserlicher Feldmarschall, Vizekönig von Katalonien und Eroberer Gibraltars
- Georg von Hessen-Darmstadt (1780–1856), deutscher General der Infanterie
- Georg von Hessen-Kassel (1658–1675), Sohn des Landgrafen Wilhelm VI. (Hessen-Kassel)
- Georg von Hessen-Kassel (1691–1755), preußischer General
- Georg Christian (Hessen-Homburg) (1626–1677), Landgraf von Hessen-Homburg
- Georg Donatus von Hessen-Darmstadt (1906–1937), ältester Sohn des letzten regierenden Großherzogs Ernst Ludwig von Hessen und bei Rhein
- Georg Karl von Hessen-Darmstadt (1754–1830), Prinz von Hessen-Darmstadt
- Georg Wilhelm von Hessen-Darmstadt (1722–1782), preußischer General der Kavallerie
- Hedwig von Hessen-Kassel (1569–1644), Prinzessin von Hessen-Kassel und durch Heirat Fürstin von Schaumburg
- Hedwig Sophie von Brandenburg (1623–1683), durch Heirat Landgräfin von Hessen-Kassel und Regentin von Hessen-Kassel
- Heinrich I. (Hessen) (1244–1308), Landgraf von Hessen
- Heinrich der Jüngere (Hessen) (1265–1298), Landgraf von Hessen
- Heinrich II. (Hessen) (vor 1302–1376), Landgraf von Hessen
- Heinrich von Hessen der Ältere (1325–1397), Theologe, Kirchenpolitiker und Astronom
- Heinrich von Hessen der Jüngere, († 1427), Philosoph und Theologe
- Heinrich III. (Hessen) (1440/1441–1483), Landgraf von Hessen
- Heinrich von Hessen-Darmstadt (1674–1741), Prinz von Hessen-Darmstadt und kaiserlicher General
- Heinrich von Hessen-Darmstadt (1838–1900), Prinz von Hessen und bei Rhein sowie preußischer General
- Heinrich Ludwig von Hessen (1736–1809), königlich preußischer Generalmajor
- Heinrich von Hessen-Kassel (1927–1999), Prinz von Hessen-Kassel und Künstler
- Heinrich Donatus von Hessen (* 1966), deutscher Betriebswirt
- Hermann I. von Hessen (nach 1305–um 1370), Herr zu Nordeck und Herr zu Grebenstein
- Hermann II. (Hessen) (1341–1413), Landgraf von Hessen
- Hermann von Hessen (1450–1508), Erzbischof von Köln und Fürstbischof von Paderborn
- Hermann IV. (Hessen-Rotenburg) (1607–1658), Landgraf von Hessen-Rotenburg
- Johann (Hessen) († 1311), Landgraf von Niederhessen
- Johannes Hessen (1889–1971), deutscher Philosoph und römisch-katholischer Theologe
- Johannes von Hessen-Braubach (1609–1651), Landgraf von Hessen-Braubach und Feldherr
- Louise von Hessen-Kassel (1750–1831), Gattin von Karl von Hessen-Kassel
- Louise von Hessen (1817–1898), Gattin von König Christian IX. von Dänemark
- Luise von Sachsen-Meiningen (1752–1805), Prinzessin von Sachsen-Meiningen und durch Heirat Landgräfin von Hessen-Philippsthal-Barchfeld
- Luise von Brandenburg (1680–1705), Prinzessin und Markgräfin von Brandenburg und durch Heirat Erbprinzessin von Hessen-Kassel
- Luise von Anhalt-Dessau (1798–1858),  Prinzessin von Anhalt-Dessau und durch Heirat Landgräfin von Hessen-Homburg
- Luise von Hessen-Darmstadt (1757–1830), Großherzogin von Sachsen-Weimar-Eisenach
- Luise Henriette Karoline von Hessen-Darmstadt (1761–1829), Großherzogin von Hessen und bei Rhein
- Luise Karoline von Hessen-Kassel (1789–1867), Gattin von Wilhelm von Schleswig-Holstein-Sonderburg-Glücksburg

- Ludwig I. (Hessen-Darmstadt) (1753–1830), regierender Landgraf von Hessen-Darmstadt, Großherzog von Hessen sowie Großherzog von Hessen und bei Rhein
- Ludwig II. (Hessen-Darmstadt) (Ludwig II. von Hessen-Darmstadt; 1777–1848), von 1830 bis 1848 Großherzog von Hessen und bei Rhein
- Ludwig III. (Hessen-Darmstadt) (1806–1877), von 1848 bis 1877 Großherzog von Hessen
- Ludwig IV. (Hessen-Darmstadt) (Ludwig IV. von Hessen und bei Rhein; 1837–1892), von 1877 bis 1892 Großherzog von Hessen und bei Rhein
- Ludwig V. (Hessen-Darmstadt) (der Getreue; 1577–1626), von 1596 bis 1626 Landgraf von Hessen-Darmstadt
- Ludwig VI. (Hessen-Darmstadt) (1630–1678), von 1661 bis 1678 Landgraf von Hessen-Darmstadt
- Ludwig VII. (Hessen-Darmstadt) (1658–1678), 1678 für kurze Zeit Landgraf von Hessen-Darmstadt
- Ludwig VIII. (Hessen-Darmstadt) (1691–1768), von 1739 bis 1768 Landgraf von Hessen-Darmstadt
- Ludwig IX. (Hessen-Darmstadt) (1719–1790), von 1768 bis 1790 Landgraf von Hessen-Darmstadt und Gründer der Stadt Pirmasens
- Ludwig Georg Karl von Hessen-Darmstadt (Prinz Louis; 1749–1823), deutscher Generalfeldmarschall in Diensten des Oberrheinischen Reichskreises
- Ludwig von Hessen und bei Rhein (1908–1968), Sohn des letzten regierenden Großherzogs Ernst Ludwig von Hessen und bei Rhein, Prinz und Landgraf
- Maria Amelia von Hessen-Kassel (1721–1744), Landgräfin von Hessen-Kassel

- Marie von Hessen-Darmstadt (1824–1880), Prinzessin von Hessen und bei Rhein und Zarin von Russland
- Marie von Hessen-Darmstadt (1874–1878), Prinzessin von Hessen und bei Rhein
- Marie Elisabeth von Hessen-Darmstadt (1656–1715), Herzogin von Sachsen-Römhild
- Marie Hedwig von Hessen-Darmstadt (1647–1680), Landgräfin von Hessen-Darmstadt und Herzogin von Sachsen-Meiningen
- Marie von Hessen-Kassel (1767–1852), Königin von Dänemark
- Marie von Hessen-Kassel (1796–1880), Großherzogin von Mecklenburg-Strelitz
- Marie von Hessen-Kassel (1804–1888), Herzogin von Sachsen-Meiningen
- Marie Friederike von Hessen-Kassel (1768–1839)
- Mechthild von Hessen (1473–1505), Herzogin von Kleve und Gräfin von der Mark
- Mechthild von Hessen (1490–1558), Gräfin von Tecklenburg-Schwerin
- Moritz von Hessen (1926–2013), deutscher Unternehmer, Chef des Hauses Hessen
- Moritz von Hessen-Kassel (1572–1632), Landgraf von Hessen-Kassel
- Moritz von Hessen-Kassel (1614–1633), Prinz aus der Linie Hessen-Kassel
- Otto I. (Hessen) (um 1272–1328), Landgraf von Hessen
- Otto von Hessen (1937–1998), deutscher Frühgeschichtler und Mittelalter-Archäologe
- Philipp I. (Hessen) (genannt der Großmütige; 1504–1567), Landgraf von Hessen
- Philipp II. (Hessen-Rheinfels) (1541–1583), Landgraf von Hessen-Rheinfels
- Philipp III. (Hessen-Butzbach) (1581–1643), Landgraf von Hessen-Butzbach
- Philipp von Hessen-Kassel (1604–1626), Prinz (Landgraf) von Hessen-Kassel
- Philipp (Hessen-Philippsthal) (1655–1721), Landgraf von Hessen-Philippstal
- Philipp von Hessen-Darmstadt (1671–1736), deutscher Feldmarschall und Gouverneur von Mantua
- Philipp (Hessen-Homburg) (1779–1846), Landgraf von Hessen-Homburg
- Philipp von Hessen (Politiker) (1896–1980), deutscher Adliger und Politiker (NSDAP)
- Rainer Christoph Friedrich von Hessen (* 1939), deutscher Historiker und Regisseur
- Sophia von Hessen (1264–1331), landgräfliche Prinzessin von Hessen und Gräfin von Waldeck
- Richard Prinz von Hessen (1901–1969), deutscher NSKK-Obergruppenführer und Präsident der Deutschen Verkehrswacht
- Viktoria von Hessen-Darmstadt (1863–1950), Prinzessin von Battenberg und Marchioness of Milford Have
- Wilhelm II. (Hessen) (der Mittlere; 1469–1509), Landgraf von Hessen
- Wilhelm III. (Hessen) (der Jüngere; 1471–1500), Landgraf der Teil-Landgrafschaft Oberhessen
- Wilhelmina von Hessen-Rotenburg (1755–1816), Prinzessin von Hessen-Rotenburg und Pröpstin im Damenstift Essen
- Wilhelmina Maria von Hessen-Homburg (1678–1770), Prinzessin und Regentin in der Grafschaft Varel-Kniphausen
- Wilhelmine von Hessen-Darmstadt (1755–1776), russische Thronfolgerin
- Wilhelmine von Hessen-Kassel (1726–1808), Prinzessin von Hessen-Kassel und „Prinzessin Heinrich“ von Preußen
- Wolfgang von Hessen (1896–1989), Sohn des designierten Königs Friedrich Karl von Finnland